# کوشژوو
کوشژوو (به لهستانی:  Kosierzewo) یک روستا در لهستان است که در گمینا مالخووو واقع شده‌است.
 کوشژوو  ۲۷۰ نفر جمعیت دارد.